# Аладин (филм, 1992)
„Аладин“ (на английски: Aladdin) е американски анимационен музикален фентъзи филм от 1992 г. Това е тридесет и първият анимационен филм на Дисни и четвъртата продукция по време на филмовата епоха на Дисни, извастна като Дисни Ренесанс, както и първият филм от едноименния франчайз. Филмът е продуциран и режисиран от Рон Клемънтс и Джон Мъскър и е базиран на арабската приказка Аладин и вълшебната лампа от книгата Хиляда и една нощ, а също и на френския превод на книгата от Антони Жалан. Филмът е озвучен от Скот Уайнгър, Джонатан Фрийман, Робин Уилямс, Линда Ларкин, Франк Уелкър, Гилбърт Готфрид и Дъглас Сийл. Филмът разказва за Аладин, арабско бездомно момче, което намира вълшебна лампа, съдържаща джин. За да скрие лампата от Великия везир, Аладин се превръща в богат принц и се опитва да впечатли султана и неговата дъщеря.
Премиерата на Аладин е на 25 ноември 1992 г. Неговите продължения са съответно „Аладин и завръщането на Джафар“, анимационният сериал Аладин и „Аладин и царят на разбойниците“. На 24 май 2019 г. е премиерата на едноименния фотореалистичен компютърен анимационен римейк, режисиран от Гай Ричи.

## Сюжет
В измисления султанат Аграба, който е разположен в близост до река Йордан, Джафар, Великият везир на султана, и неговият папагал Яго, търсят лампата, скрита в Пещерата на чудесата, но се оказва, че вътре може да влезе само „нешлифованият диамант“. Джафар разбира, че този „диамант“ е уличният крадец Аладин. Принцеса Жасмин, която отказва да се омъжи за кандидата, дошъл да иска ръката ѝ, временно напуска двореца и среща Аладин и неговата маймунка Абу. Аладин и Жасмин стават приятели и в крайна сметка се влюбват. Когато охраната на двореца залавя Аладин по заповед на Джафар, Жасмин се противопоставя на Джафар, за да поиска освобождаването на Аладин, само че Джафар я лъже, че Аладин е обезглавен.
Маскиран като старец, Джафар освобождава Аладин и Абу от затвора и ги изпраща в пещерата, като им нарежда да вземат лампата. Там Аладин намира вълшебно килимче и взима лампата. Въпреки че имат забрана да не пипат нищо освен лампата, Абу се изкушава и грабва червен скъпоценен камък, и пещерата се разрушава. Аладин предава лампата на Джафар, който хвърля обратно Аладин и Абу в пещерата, но не и преди Абу да успее да открадне лампата. В капан, Аладин потърква лампата и от нея излиза джина, живеещ вътре в лампата. Джинът казва на Аладин, че ще му изпълни три желания. Аладин прилага трик на Джина, който го спасява от пещерата, без да използва желание, и Аладин използва първото си желание, искайки да стане „принц Али Абубу“, за да ухажва Жасмин.
Яго предлага на Джафар да стане султан, като се ожени за Жасмин. Когато Аладин поздравява Джафар и султана в двореца, Жасмин се ядосва на тях. Отказвайки да каже на Жасмин истината, Аладин взема Жасмин на полет с килимчето. Когато установява самоличността си, той я убеждава, че се облича като селянин, за да избегне стреса на царския живот. След като изпраща Жасмин у дома, Аладин е заловен и хвърлен в морето от Джафар, но той е спасен от Джина с второто си желание. Джафар се опитва да хипнотизира султана да се съгласи да се ожени за Жасмин, но Аладин се намесва; Джафар обаче забелязва лампата и по този начин открива истинската самоличност на Аладин. Той бяга в леговището си и заповядва на Яго да открадне лампата от Аладин.
Опасявайки се, че ще загуби Жасмин, ако се разкрие истината, Аладин отказва да освободи Джина, за да запази своята измислена история. Яго краде лампата, а Джафар става новия господар на Джина. Той използва първите си две желания, за да узурпира султана и да стане най-могъщият магьосник на света, изобличавайки самоличността на Аладин и изгонвайки го заедно с Абу и килимчето в замразена пустош. Те обаче се спасяват и се връщат в двореца, където Джафар се опитва да използва окончателното си желание да накара Жасмин да се влюби в него, но Джина не може да изпълни желанието, тъй като е извън неговата власт. След като забелязва Аладин, Жасмин се преструва, че желанието е изпълнено, за да отвлече вниманието на Джафар, а Аладин се опитва да си върне лампата. Джафар забелязва Аладин, затваря Жасмин в един пясъчен часовник и надделява над Аладин и неговите приятели с магията си. След като Аладин спасява Жасмин от пясъчния часовник, той подвежда Джафар да използва последното си желание да стане всемогъщ джин; Джафар се озова в капана на новата си лампа.
Дворецът и царството се връщат към предишния си облик, Джина транспортира лампата на Джафар към Пещерата на чудесата и съветва Аладин да използва третото си желание да си възвърне царското звание, така че законът да му позволи да се ожени за Жасмин. Осъзнавайки, че той трябва да бъде себе си, Аладин решава да спази обещанието си и освобождава джина. Осъзнавайки любовта на Аладин и Жасмин, султанът променя закона, за да позволи на Жасмин да се омъжи за когото реши. Джинът тръгва да изследва света, докато Аладин и Жасмин започват новия си живот заедно.

## Актьори
- Скот Уайнгър – Аладин
- Робин Уилямс – Джинът
- Линда Ларкин – Жасмин
- Джонатан Фрийман – Джафар
- Франк Уелкър – Абу
- Гилбърт Готфрид – Яго
- Дъглас Сийл – Султана
- Джим Къмингс – Разул
- Чарли Адлър – Газим
- Кори Бъртън – Принц Ахмад

## Домашна употреба
Филмът излиза на VHS на 1 октомври 1993 г., като част от Walt Disney Classics. През 2004 г. е пуснат в продажба на DVD, а за първи път на Blu-Ray през 2013 г.

## Синхронен дублаж
| Роля          | Изпълнител |
| ------------- | --- |
| Аладин        | Александър Воронов (диалог) Тодор Георгиев (вокал) |
| Жасмин        | Петя Абаджиева (диалог) Венцислава Стоилова (вокал) |
| Джин          | Христо Мутафчиев |
| Джафар        | Георги Тодоров |
| Султан        | Кирил Кавадарков |
| Яго           | Любомир Младенов |
| Продавач      | Стоян Алексиев (диалог) Атанас Пенев (вокал) |
| Абу           | Пламен Чернев |
| Принц Ахмед   | Стефан Сърчаджиев |
| Разул         | Сава Пиперов |
| Газийм        | Стефан Сърчаджиев |
| Други гласове | Стефан Сърчаджиев Симона Нанова Сава Пиперов Владимир Бонев Пламен Чернев |
| Хор           | Антоанета Георгиева Гиргина Гиргинова Диана Младенова Емилия Иванова Йоланта Георгиева Мария Николаева Борис Солтарийски Боян Василев Ненчо Балабанов Николай Петров Орлин Павлов Теодор Койчинов |

| Песен                                 | Изпълнител                             |
| ------------------------------------- | -------------------------------------- |
| Арабската нощ                         | Атанас Пенев                           |
| Скок бърз                             | Тодор Георгиев Хор                     |
| Скок бърз (реприза)                   | Тодор Георгиев                         |
| Приятел като мен                      | Христо Мутафчиев                       |
| Принц Али                             | Христо Мутафчиев Хор                   |
| Един нов свят Един нов свят (реприза) | Венцислава Стоилова Тодор Георгиев Хор |
| Принц Али (реприза)                   | Георги Тодоров                         |

| Обработка                       | Александра Аудио (2004)                 |
| ------------------------------- | --------------------------------------- |
| Режисьор на дублажа             | Ваня Иванова                            |
| Превод                          | Христо Дерменджиев                      |
| Музикален режисьор              | Десислава Софранова                     |
| Музикален асистент              | Цветомира Михайлова                     |
| Превод на песните               | Десислава Софранова Цветомира Михайлова |
| Тонрежисьор на записа           | Петър Костов                            |
| Творчески ръководител           | Венета Янкова                           |
| Продуцент на българската версия | Disney Character Voices International   |